# تک-ذهن
تک-ذهن یک شخصیت تخیلی در کتاب‌های کامیک مارول کامیکس می‌باشد. این کاراکتر به وسیلهٔ جک کربی خلق شده و در جاودانگان شمارهٔ ۱۲ام (جون ۱۹۷۷) برای اولین بار معرفی شد.